# Okręg wyborczy West Derbyshire
Okręg wyborczy West Derbyshire powstał w 1885 r. i wysyłał do brytyjskiej Izby Gmin jednego deputowanego. Okręg obejmował zachodnią część hrabstwa Derbyshire. Został zlikwidowany w 2010.

## Deputowani do brytyjskiej Izby Gmin z okręgu West Derbyshire
- 1885–1891: lord Edward Cavendish, Liberalni Unioniści
- 1891–1908: Victor Cavendish, Liberalni Unioniści
- 1908–1918: Henry Petty-Fitzmaurice, hrabia Kerry, Liberalni Unioniści
- 1918–1923: Charles Frederick White, Partia Liberalna
- 1923–1938: Edward Cavendish, markiz Hartington, Partia Konserwatywna
- 1938–1944: Henry Hunloke, Partia Konserwatywna
- 1944–1950: Charles Frederick White młodszy, Partia Pracy
- 1950–1962: Edward Wakefield, Partia Konserwatywna
- 1962–1967: Aidan Crawley, Partia Konserwatywna
- 1967–1979: James Scott-Hopkins, Partia Konserwatywna
- 1979–1986: Matthew Parris, Partia Konserwatywna
- 1986–2010: Patrick McLoughlin, Partia Konserwatywna